# Sidney Raebiger
Lars Sidney Raebiger (* 17. April 2005 in Freiberg) ist ein deutscher Fußballspieler. Der Mittelfeldspieler steht bei Eintracht Braunschweig unter Vertrag.

## Karriere

### Vereine
Im mittelsächsischen Freiberg geboren, spielte Raebiger zunächst in der Jugend des SSV 91 Brand-Erbisdorf und des SV Fortuna Langenau. Im Alter von zehn Jahren wechselte er in das Nachwuchsleistungszentrum von RB Leipzig. Dort absolvierte er in der Saison 2019/20, in der er eigentlich regulär den C1-Junioren (U15) angehörte, bereits fünf Spiele mit den B1-Junioren (U17) in der B-Junioren-Bundesliga, ehe die Saison ab März 2020 aufgrund der COVID-19-Pandemie nicht mehr fortgeführt wurde. In der Saison 2020/21 folgten drei Einsätze, in denen er zwei Tore erzielte, ehe auch diese Saison im November 2020 nach wenigen Spieltagen wegen der Corona-Pandemie abgebrochen wurde. In der Folge trainierte der 15-Jährige unter Julian Nagelsmann mit der Profimannschaft. Mit seinem 16. Geburtstag war er in der Bundesliga spielberechtigt. In den letzten beiden Spieltagen gehörte der zentrale Mittelfeldspieler ohne Einsatz dem Spieltagskader an.
Zur Saison 2021/22 rückte Raebiger unter dem neuen Cheftrainer Jesse Marsch dauerhaft in den Profikader auf. In der ersten Runde des DFB-Pokals wurde er im Alter von 16 Jahren, 3 Monaten und 21 Tagen in der Schlussphase eingewechselt und damit zum jüngsten Spieler in der seit 2009 andauernden Vereinsgeschichte. In der Folge gehörte er regelmäßig in der Bundesliga, im DFB-Pokal und der Europa League den Spieltagskadern an, musste aber auf weitere Einsätze warten. Raebiger spielte daher 13-mal (5 Tore) für die A-Junioren (U19) in der A-Junioren-Bundesliga sowie fünfmal in der UEFA Youth League (ein Tor). Sein Bundesligadebüt und einziger Ligaeinsatz in dieser Saison erfolgte im Januar 2022 unter dem neuen Trainer Domenico Tedesco. Im Alter von 16 Jahren und 266 Tagen wurde er hinter Youssoufa Moukoko (16 Jahre, 1 Tag) und Paul Wanner (16 Jahren, 15 Tage), der am Vortag debütiert hatte, zum bis dahin drittjüngsten Spieler der Bundesliga-Geschichte. Weitere Einsätze für die Profimannschaft, die den DFB-Pokal gewann, folgten nicht mehr.
Zur Saison 2022/23 wechselte Raebiger in die 2. Bundesliga zum Absteiger SpVgg Greuther Fürth. Unter Marc Schneider und dessen Nachfolger Alexander Zorniger konnte er sich jedoch nicht durchsetzen und kam nur auf 3 Einwechslungen. Der Mittelfeldspieler, der formal eigentlich dem jüngeren U19-Jahrgang angehörte, spielte daneben 8-mal für die zweite Mannschaft in der viertklassigen Regionalliga Bayern.
Zum Beginn der neuen Spielzeit kam der 18-Jährige noch 2-mal in der zweiten Mannschaft zum Einsatz. Anfang September 2023 wechselte er zu Eintracht Frankfurt, wo er einen Profivertrag für die Saison 2023/24 unterschrieb und in die zweite Mannschaft integriert wurde, die in der Regionalliga Südwest spielt. Bei der Eintracht traf er auf den Cheftrainer der Profis, Dino Toppmöller, und den Sportvorstand Markus Krösche, die ihn noch aus Leipziger Zeiten kannten. Unter Kristjan Glibo kam Raebiger auf 20 Regionalligaeinsätze, in denen er 2 Tore erzielte.
Zur Saison 2024/25 wechselte Raebiger zum Zweitligisten Eintracht Braunschweig, bei dem er einen Vertrag bis zum 30. Juni 2027 unterschrieb.

### Nationalmannschaft
Raebiger absolvierte im Oktober 2020 zwei Partien für die U16-Nationalmannschaft unter Trainer Marc-Patrick Meister. Beide Spiele absolvierte er gegen die U16-Auswahl Dänemarks. Mit der U17-Auswahl, ebenfalls unter Marc-Patrick Meister, nahm er 2021 als Stammspieler an der U17-Europameisterschaft teil. Am 21. September 2022 debütierte er in der U18-Nationalmannschaft unter Christian Wörns, die in Zlín die U18-Nationalmannschaft Tschechiens mit 4:0 bezwang, und kam für diese Auswahl insgesamt neunmal zum Einsatz.

## Titel
- Deutscher Pokalsieger: 2022